# Eberhard Härtwig
Eberhard Härtwig (* 27. Juni 1938; † 23. September 2023) war ein deutscher Fußballspieler. Er spielte zwischen 1957 und 1967 in der DDR-Oberliga, der höchsten Spielklasse im DDR-Fußball.

## Sportliche Laufbahn
In der Saison 1957 (Kalenderjahr-Spielzeit) tauchte Eberhard Härtwig erstmals im überregionalen Fußball auf. Mit der Betriebssportgemeinschaft BSG Motor West Karl-Marx-Stadt spielte er in der drittklassigen II. DDR-Liga. Noch im Laufe der Saison wechselte er zum Oberligisten SC Motor Karl-Marx-Stadt. Als Stürmer eingesetzt bestritt Härtwig die letzten vier Oberligaspiele der Saison. 1958 gehörte er zum Kader der 2. Mannschaft des SC Motor und spielte mit ihr wieder in der II. DDR-Liga. Zur Saison 1959 kehrte er zur BSG Motor West zurück, die nun in der viertklassigen Bezirksliga vertreten war. Mit ihr stieg er 1960 erneut in die II. DDR-Liga auf, dem in der Spielzeit 1961/62 (Wechsel vom Kalenderjahr- zum Sommer-Frühjahr-Spielrhythmus) der Aufstieg in die 1. DDR-Liga folgte. Dort war Härtwig mit 20 Einsätzen bei insgesamt 26 Ligaspielen als Stürmer Stammspieler und wurde mit zehn Treffern Torschützenkönig seiner Mannschaft.
Dieser Erfolg veranlasste den SC Karl-Marx-Stadt, Eberhard Härtwig wieder in die Oberligamannschaft zurückzuholen. Beim Sportclub schaffte es Härtwig 1963/64 jedoch nicht zum Stammspieler, denn in den 26 Oberligaspielen kam er nur zwölfmal zum Einsatz und schoss auch keine Tore. Daraufhin wurde Härtwig zum Saisonende zum Oberligisten BSG Wismut Aue delegiert. In Aue gelang Härtwig in der Spielzeit 1964/65 der Sprung in die Stammelf. Er wurde hauptsächlich als Mittelstürmer eingesetzt, absolvierte 22 Punktspiele und wurde mit sieben Toren erneut bester Schütze seiner Mannschaft. 1965/66 hatte er mehrere Ausfälle zu verkraften und kam nur auf 17 Oberligaeinsätze. Trotzdem wurde er mit acht Treffern zum zweiten Mal Auer Torschützenkönig. Danach fiel Härtwig aus dem Stammkader der BSG Wismut heraus. 1966/67 bestritt er noch neun Spiele in der Oberliga (1 Tor), 1967/68 waren es nur noch zwei Einsätze am 1. und 3. Spieltag.
Nach 66 Oberligaeinsätzen und 26 Toren schloss sich Härtwig der BSG Motor Germania Karl-Marx-Stadt an, mit der er zunächst zwei Spielzeiten in der nun drittklassigen Bezirksliga bestritt. Danach stieg die BSG Motor in die DDR-Liga auf, wo sich die Mannschaft zwei Spielzeiten lang in der Zweitklassigkeit halten konnte. Während dieser Zeit war Härtwig Mannschaftskapitän und wurde in der Regel als Mittelstürmer eingesetzt. In der Saison 1973/74 wurde er von der fuwo mehrfach als bester Spieler der Mannschaft erwähnt. Insgesamt konnte er aber nur 13 der 22 Ligaspiele bestreiten und kam auch nur einmal zum Torerfolg. Auch 1974/75 wurde er nur in 14 Punktspielen eingesetzt und erzielte nur zwei Tore. Nach dem Abstieg aus der DDR-Liga kehrten die BSG Motor Germania und Eberhard Härtwig nicht mehr in den überregionalen Ligenbereich zurück.